# Ganoderma trulliforme
Ganoderma trulliforme är en svampart som beskrevs av Steyaert 1972. Ganoderma trulliforme ingår i släktet Ganoderma och familjen Ganodermataceae.   Inga underarter finns listade i Catalogue of Life.